# Chelostoma dolosum
Chelostoma dolosum is een vliesvleugelig insect uit de familie Megachilidae. De wetenschappelijke naam van de soort is voor het eerst geldig gepubliceerd in 1935 door Benoist.